# The Medium
The Medium è una breve (circa un'ora) opera drammatica in due atti, composta da Gian Carlo Menotti su libretto di sua realizzazione. Lo stesso Menotti ne fece una versione in lingua italiana intitolata La medium.

## Storia
Commissionata dalla Columbia University, la sua prima venne data l'8 maggio 1946. La prima vera rappresentazione, a livello professionale, avvenne in unione all'altra opera del compositore, The Telephone al Heckscher Theater, New York, il 18-20 febbraio 1947 messa in scena dalla Ballet Society. La produzione di Broadway venne data il 1º maggio 1947, all'Ethel Barrymore Theater con la stessa compagnia di canto.
Nel 1951, Menotti diresse, con l'aiuto del regista cinematografico Alexander Hammid, la versione cinematografica, un film noir, interpretata da Anna Maria Alberghetti. Una trasmissione televisiva dal vivo con Marie Powers ebbe luogo il 12 dicembre 1948 per la serie TV Studio One.

## Ruoli
| Personaggio                                     | Voce         | Cast prima professionistica, 18 febbraio 1947 (Direttore: Jascha Zayde) |
| ----------------------------------------------- | ------------ | ----------------------------------------------------------------------- |
| Monica                                          | soprano      | Evelyn Keller                                                           |
| Toby                                            | ballerino    | Leo Coleman                                                             |
| Madame Flora (Baba)                             | contralto    | Marie Powers                                                            |
| Mrs Gobineau                                    | soprano      | Beverly Dame                                                            |
| Mr Gobineau                                     | baritono     | Frank Rogier                                                            |
| Mrs. Nolan                                      | mezzosoprano | Virginia Beeler                                                         |
| Una voce, cantata, fuori scena, da Mrs Gobineau | soprano      | Beverly Dame                                                            |

## Trama

### Atto I
Nel salotto della medium, Monica, la figlia di Madame Flora, e Toby, un giovane servitore muto salvato "dalle strade di Budapest" giocano a dress-up. Quando la signora Flora, o "Baba" come la chiamano, arriva a casa ubriaca, lei li rimprovera violentemente per non aver preparato la seduta spiritica di quella notte. Ben presto gli ospiti arrivano, gli abituali Mr. e Mrs. Gobineau e la signora Nolan, vedova, che parteciperà per la prima volta. Con la signora Flora in trance sulla sedia, si svolge una falsa seduta in cui la signora Nolan parla con quella che pensa sia sua figlia morta a sedici anni, ma in realtà si tratta di Monica nascosta dietro un paravento. Appena Monica sparisce, la signora Nolan si precipita verso la figura e viene trattenuta dai Gobineau. Quando l'ordine è ristabilito, Mr. e Mrs. Gobineau "comunicano" con il loro defunto figlio Mickey di due anni che non fa altro che ridere. Dopo aver detto addio al figlio, la signora Flora "all'improvviso, con un forte sussulto... si stringe la gola con entrambe le mani". Sente che la mano di un fantasma le stringe la gola ed è "terrorizzata". Dopo aver chiesto che gli ospiti vadano via, chiama Monica e le chiede che cosa abbia sentito, incolpando Toby che era rimasto nell'altra stanza tutto il tempo. Nel tentativo di calmare la rabbia di Baba verso Toby, dovuta all'ubriacatura, Monica canta la sua ninna nanna "The Black Swan", che viene interrotta da una voce che Baba ode e che la porta ad andare su tutte le furie con Toby perché questi non riesce a dirle da dove provenga. Si chiude il sipario su Monica che canta nuovamente la ninna nanna, mentre Baba recita la sua Ave Maria.

### Atto II
"Pochi giorni dopo" Toby sta realizzando uno spettacolo di marionette per Monica e il loro reciproco amore diventa più evidente. Quando Baba torna a casa, lei ricomincia con le sue accuse a Toby, sicura che lui sappia ciò che era successo quella notte. Gli ospiti arrivano ancora una volta per un'altra seduta spiritica, ma vengono allontanati dalla signora Flora che cerca di convincerli che si era trattato di una farsa, svelando tutti i trucchi che lei e Monica avevano utilizzato. Ma gli ospiti non sono convinti, sostenendo che potrebbe essere soltanto una sua sensazione, ma che nella realtà non vi fu alcun inganno. Una volta che gli ospiti se ne sono andati, lei caccia via Toby malgrado le suppliche di Monica. Andati via tutti, e con Monica nella sua stanza, Baba si versa un altro bicchiere e si interroga sulla sua salute mentale. Una volta addormentatasi, Toby ritorna nuovamente e cerca di entrare in camera di Monica, ma la trova chiusa a chiave e va infine alla ricerca del suo tamburo. Durante la ricerca sveglia Baba urtandola. A quel punto Toby si nasconde rapidamente nel teatro delle marionette. Baba cerca di scoprire la provenienza del rumore e nello stesso tempo va a prendere una pistola e "isterica" grida: "Chi è? Parla o sparo!" mentre il sipario del teatro delle marionette si muove. "Baba urla e spara diversi colpi". Mentre il corpo sanguinante di Toby crolla afferrando la tenda, Baba dice: "Ho ucciso il fantasma! Ho ucciso il fantasma!" Monica, uditi i colpi di pistola, entra, vede il corpo senza vita di Toby e corre in suo aiuto. Mentre il sipario cala "molto lentamente" Baba chiede, "in un roco sussurro", "Sei stato tu?"

## Arie note
- "Monica's Waltz" (Monica)
- "The Black Swan" (Monica)
- "Afraid, am I afraid?" (Baba)

## Discografia
- The Medium, The telephone, Julija Samsonova-Khayet, Marily Santoro, Chiara Isotton, Lorenzo Grante, Roxana Herrera Diaz, Orchestra Filarmonica Italiana, Flavio Emilio Scogna, Brilliant Classics 95361, 2018.